# Strychnos krukoffiana
Strychnos krukoffiana är en tvåhjärtbladig växtart som beskrevs av Adolpho Ducke. Strychnos krukoffiana ingår i släktet Strychnos och familjen Loganiaceae. Inga underarter finns listade i Catalogue of Life.